# Howard Percy Robertson
Pour les articles homonymes, voir Robertson.
Howard Percy Robertson (27 janvier 1903 – 26 août 1961) est un mathématicien et un cosmologiste américain.

## Biographie
Robertson apporte d'importantes contributions à la mécanique quantique, à la relativité générale et à la géométrie différentielle.
Appliquant la relativité à la cosmologie, il développe le concept d'expansion de l'Univers, et prédit le phénomène astronomique appelé décalage vers le rouge.

Son nom est associé à l'effet Poynting-Robertson, le processus par lequel le rayonnement solaire entraîne une modification du moment angulaire des poussières en orbite autour d'une étoile, qu'il a également décrit dans le cadre de la relativité générale. 
Durant la Seconde Guerre mondiale, Robertson travaille pour le National Defense Research Committee (NDRC) et l'Office of Scientific Research and Development (OSRD). Il est conseiller technique auprès du secrétaire à la Guerre des États-Unis, officier de liaison de l'OSRD à Londres, et responsable des conseillers scientifiques au Supreme Headquarters Allied Expeditionary Force (SHAEF).
Après la guerre, Robertson est directeur du groupe d'évaluation des systèmes d'arme au Bureau du département de la Défense des États-Unis de 1950 à 1952, et conseiller scientifique du SACEUR (centre de commandement militaire des forces de l'OTAN en Europe) en 1954 et 1955. Il est président du Defense Science Board de 1956 à 1961, et membre du President's Science Advisory Committee (Comité de conseil scientifique présidentiel, PSAC)  de 1957 à 1961.
En 1927, Robertson devient professeur assistant en mathématiques au California Institute of Technology (Caltech). En 1929, il accepte un poste de professeur assistant en physique théorique à l'université de Princeton, où il devient professeur associé en 1931, et professeur en 1938.
Dans les années 1920, ses contributions enrichissent et développent les théories de la relativité générale et de la géométrie différentielle,,.

## Travaux scientifiques
Robertson écrit trois articles importants sur les mathématiques de la mécanique quantique :
- dans le 1er, rédigé en allemand, il identifie le système de coordonnées permettant de résoudre l'équation de Schrödinger[note 5] ;
- le 2e examine les relations entre la commutativité et le principe d'incertitude d'Heisenberg[note 6] ;
- le 3e étend le précédent au cas des m observables[note 7].

En 1931 il publie une traduction de la Théorie des groupes et mécanique quantique de Hermann Weyl.
Robertson apporte ses contributions les plus importantes en appliquant la relativité à la cosmologie. Il développe le concept d'expansion de l'Univers, et prédit le phénomène astronomique appelé décalage vers le rouge, qu'il évalue à l'aide des données expérimentales disponibles. Sa théorie est confirmée en 1929 par Edwin Hubble.
Robertson applique la théorie des groupes continus aux espaces de Riemann afin d'identifier toutes les solutions qui décrivent les espaces cosmologiques. Cette théorie, développée en 1936 Arthur Geoffrey Walker, est aujourd'hui connue sous le nom de Métrique Friedmann-Lemaître-Robertson-Walker.
L'une des contributions les plus remarquables de Robertson, un bref article dans les Annals of Mathematics relatif au problème à deux corps en relativité générale, résout ce problème avec une précision qui restera inégalée pendant plusieurs décennies.
Les travaux antérieurs, tels que la métrique de Schwarzschild, reposaient sur un corps central immobile, tandis que la solution de Robertson s'applique au cas de deux corps en orbite l'un autour de l'autre. Néanmoins, sa solution ne prend pas en compte les ondes gravitationnelles, de sorte que les corps restent en orbite perpétuelle plutôt que se rapprocher l'un vers l'autre.
Le nom de Robertson est souvent associé à l'effet Poynting-Robertson, le processus par lequel le rayonnement solaire entraîne une modification du moment angulaire des poussières en orbite autour d'une étoile. Ceci est lié à la pression de radiation tangentielle au déplacement du grain de poussière. Ceci avait été décrit en 1903 par John Henry Poynting à l'aide de la théorie de l'éther, rendue caduque par la théorie de la relativité d'Albert Einstein.
En 1937, Robertson décrit cet effet dans le cadre de la relativité générale.

### Concepts nommés d'après Howard Percy Robertson
- Métrique Friedmann-Lemaître-Robertson-Walker
- Effet Poynting-Robertson
- Relation de Robertson-Schrödinger